# Oryba
Oryba este un gen de molii din familia Sphingidae. 

## Specii
- Oryba achemenides (Cramer, 1779)
- Oryba kadeni (Schaufuss, 1870)

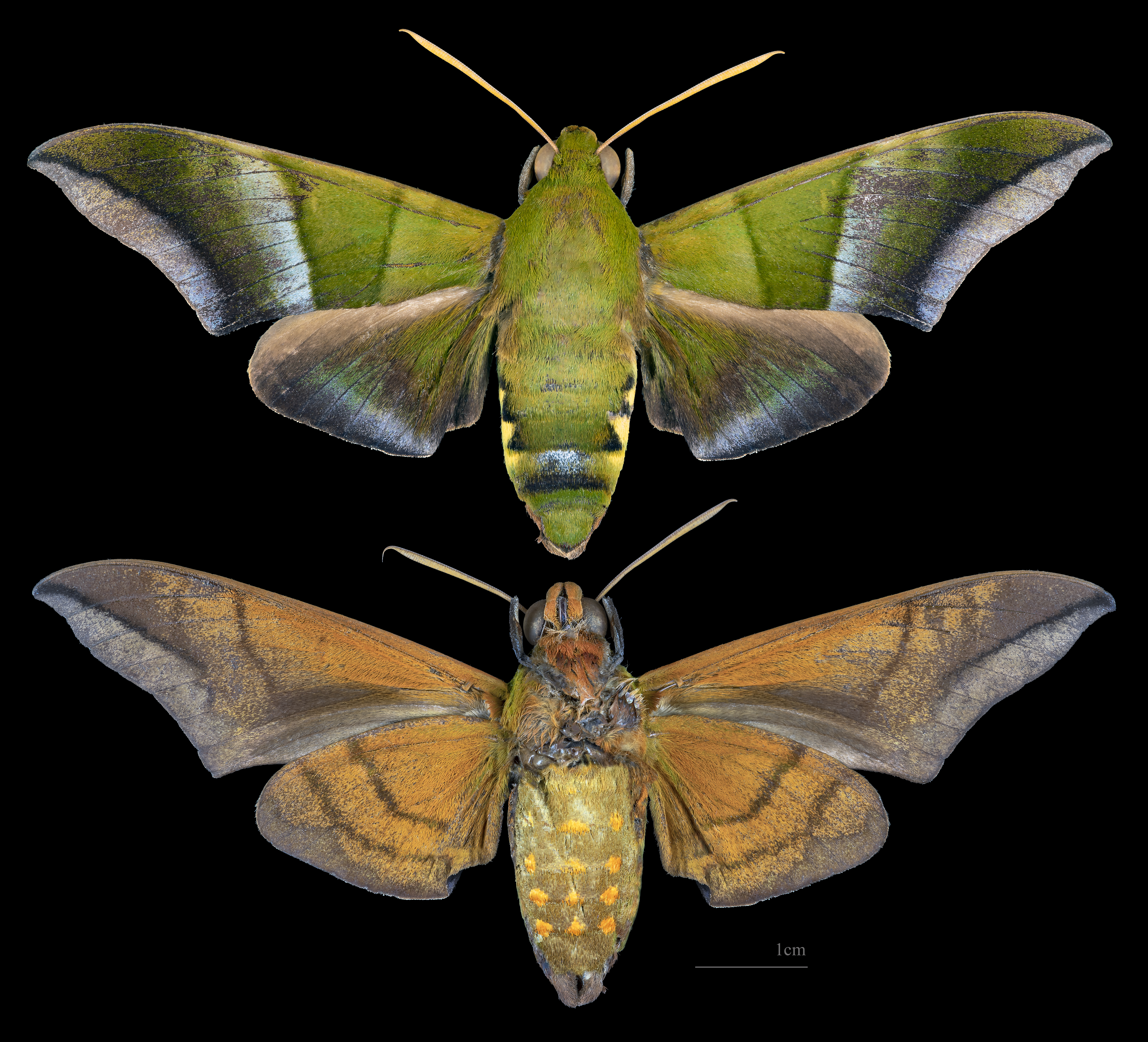
Oryba achemenides
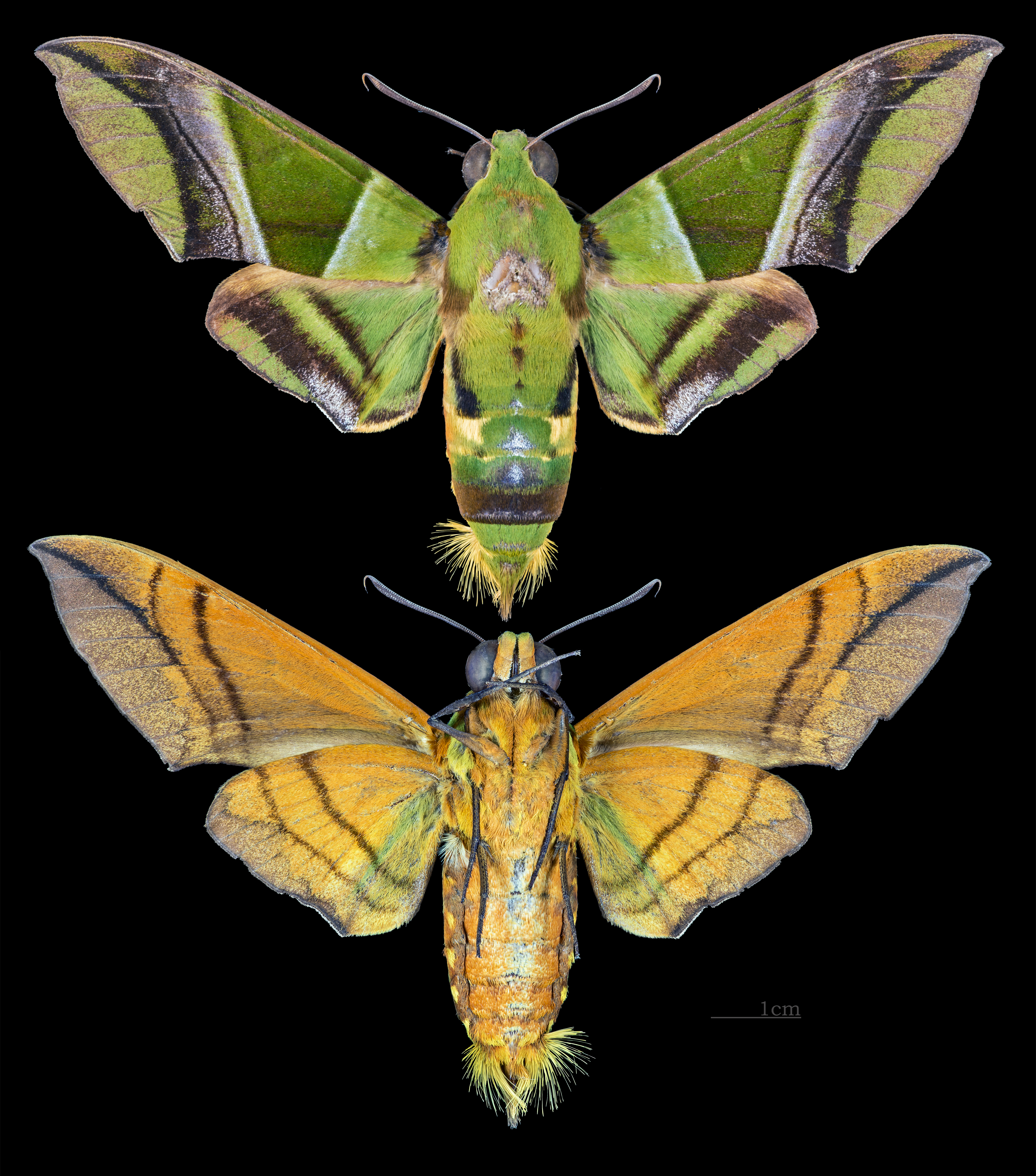
Oryba kadeni